# Synagogue Reicher de Łódź
La synagogue Reicher de Łódź est une synagogue privée qui échappe fortuitement à la destruction durant la Seconde Guerre mondiale. La famille du fondateur fait don du bâtiment après la guerre à la communauté juive de Łódź. C'est l'une des deux seules synagogues en activité actuellement à Łódź.

## La communauté juive pendant la Seconde Guerre mondiale
Łódź est une ville de Pologne située à 120 km au sud-ouest de Varsovie. Avant la Seconde Guerre mondiale, la communauté juive de Łódź est la seconde en nombre après celle de Varsovie.
La ville est annexée au Troisième Reich une semaine après l'invasion de la Pologne le 1er septembre 1939.  En février 1940, les allemands parquent les Juifs dans le ghetto situé dans la partie nord-est de Łódź. Plus de 150 000 Juifs, soit environ un tiers de la population de la ville sont enfermés dans le ghetto. Aux Juifs de Łódź, s'ajouteront 20 000 Juifs en provenance d'Allemagne, d'Autriche, de Bohême, de Moravie et du Luxembourg et 20 000 autres provenant des villes et villages des alentours. 
Des déportations massives ont lieu de janvier à septembre 1942 et de mai à juillet 1944 vers le camp d'extermination de Chelmno. Les 60 000 juifs survivants du ghetto sont transférés en août 1944 vers le camp d'extermination d'Auschwitz Birkenau. Ils ne seront que quelques centaines à survivre à la shoah. 

## Histoire de la Synagogue
Wolf Wilhem Reicher (Rajcher) est né le 19 juillet 1857. Il est le fils de Jakub et d'Estera, née Winer. Commerçant fortuné, il déménage en 1885 à Łódź au 4 rue Południowa (actuellement: rue de la Révolution de 1905) et installe son commerce et ses entrepôts d'épices sur une de ses propriétés au 28 rue Południowa.  
C'est sur ce dernier terrain que Wolf Reicher fait édifier dans les années 1895-1902 une petite synagogue suivant les plans de l'architecte Gustaw Landau-Gutentager. Le bâtiment qui permet d'accueillir 42 personnes sert jusqu'en 1939 uniquement comme synagogue privée pour la famille Reicher et ses amis. 
La synagogue échappe à la destruction pendant la Seconde Guerre mondiale grâce à un acte de vente fictif de Wolf Reicher à un de ses associés allemands et à son utilisation en tant qu'entrepôt de sel. 
Wolf Reicher meurt le 25 décembre 1940 dans le ghetto de Litzmannstadt (nom allemand de Łódź) . Il laisse quatre fils, Jakub, Ignacy, Henryk et Edward. 
En 1945, Edward fait don de la synagogue à la communauté juive de Łódź. Mais les dégâts et l'humidité causés par la présence de stock de sel pendant plusieurs années rendent la synagogue impraticable. Elle reste donc fermée et menace de tomber en ruine. La belle famille de Henryk, les Nissenbaum, décide de financer sa réparation. En 1988, la communauté juive aidée par la fondation Nissenbaum entreprend la restauration du bâtiment. Celle-ci comprend principalement de gros travaux de suppression de l'humidité, d'isolation des fondations et de surélévation de la salle.
Mais un incendie interrompt les travaux et ceux-ci ne pourront être terminés qu'avec l'aide de la Fondation Ronald Lauder. 
La synagogue est de nouveau ouverte aux croyants et des offices ont lieu pour les grandes fêtes juives car la synagogue du 18 rue Pomorski est devenue trop petite pour ces occasions. 
En décembre 2003, a eu lieu une cérémonie en l'honneur d'Alex Reicher, petit-fils du fondateur Wolf, avec pose d'une plaque commémorative en l'honneur de son grand-père.

## Architecture de la synagogue

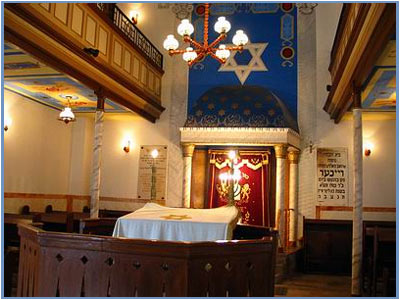
L'intérieur de la synagogue

Le bâtiment en briques est construit suivant un plan rectangulaire. On entre dans la salle de prières principale par un minuscule porche. Sur le mur est, est située l'Arche Sainte supportée par quatre colonnes.  
Sur le mur de droite, une plaque commémorative en hébreu rappelle le souvenir du fondateur de la synagogue, Wolf Reicher, mort de famine dans le ghetto de Łódź.
Sur le mur de gauche, une plaque en hébreu et en polonais en l'honneur des fondations qui ont aidé à la restauration de la synagogue après l'incendie.  
Sur trois côtés, court la galerie en bois pour les femmes. Au plafond, ainsi que sur le mur est, ont été peints des polychromes hauts en couleur.  
La synagogue possédait à l'origine des vitraux représentant l'Étoile de David. Maintenant, les fenêtres sont en verre transparent avec une Étoile de David peinte. 
Wolf Reicher avait équipé la synagogue d'objets liturgiques en vieil argent datant du XVIe au XVIIIe siècle, achetés en Pologne et à l'étranger.